# Constitution de Sierra Leone
Lire en ligne

Consulter

La Constitution de Sierra Leone est la loi fondamentale de la Sierra Leone. Elle est en vigueur depuis le 1er octobre 1991.

## Compléments